# Mont Rocard
Pour les articles homonymes, voir Rocard.
Le mont Rocard, également appelé mont Yves Rocard du nom du physicien français, est un volcan sous-marin de la France situé dans l'océan Pacifique et appartenant à l'archipel des îles du Vent.

## Géographie
Le mont Rocard est situé dans l'océan Pacifique, en Polynésie française, dans les îles du Vent, à mi-chemin entre les îles de Mehetia et Tahiti. Il est entouré par les monts sous-marins Teahitia à l'ouest et Moua Pihaa au sud.
Culminant à 2 100 mètres sous le niveau de la mer, il est le plus petit des monts sous-marins environnants.

## Histoire
Le mont Rocard a connu des périodes sismiquement actives du 9 au 20 mars 1966, le 6 septembre 1971 et du 4 au 19 juillet 1972 ce qui pourrait correspondre à des éruptions sous-marines,.